# Putzing (Gemeinde Großebersdorf)

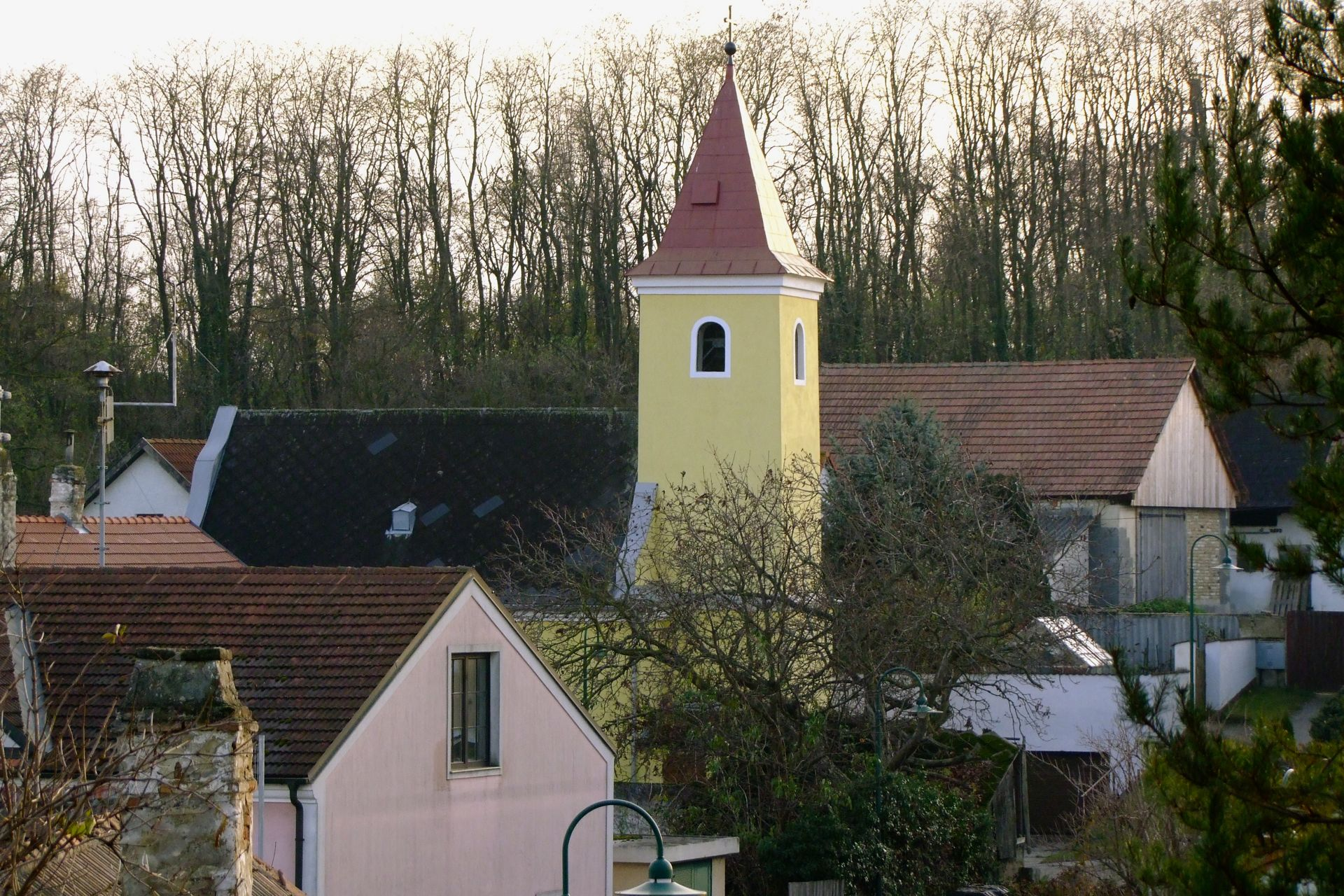
Römisch-katholische Filialkirche in Putzing

Putzing ist eine Katastralgemeinde, gehört zur Gemeinde Großebersdorf und hat 484 Einwohner. Der Ort liegt im Bezirk Mistelbach in Niederösterreich.

## Geografie
Putzing befindet sich sechs Kilometer nördlich der Stadtgrenze von Wien, zwischen Großebersdorf und Manhartsbrunn. Putzing liegt nördlich des Wartberges 242 m ü. A. in der Übergangszone vom Marchfeld zum Weinviertel. Südlich des Wartberges befindet sich um einen Badesee die Wochenendhaussiedlung Putzing am See.

## Geschichte
Das Jahr der Ortsgründung ist nicht bekannt. Es gab jedoch ein Adelsgeschlecht, das sich nach dem Ort "de Puzingen" benannte. Somit müsste zumindest ein festes Haus vorhanden gewesen sein, in dem dieses Geschlecht seinen Stammsitz hatte. Die damalige Grundherrschaft lag bei Wolkersdorf, doch verfügten auch die Orte Ulrichskirchen, Bisamberg, Korneuburg, sowie das Stift Stammersdorf, die Minoriten in Wien und die Kirche Großebersdorf über Grundeigentum bzw. -rechte in Putzing. Es gibt keine direkten Quellen, doch ist anzunehmen, dass auch Putzing unter Zerstörungen während des Feldzugs der Schweden nach Niederösterreich im Dreißigjährigen Krieg (1645) und der Zweiten Wiener Türkenbelagerung (1683) zu leiden hatten. Dies ist aus der besseren Quellenlage der Nachbarorte Großebersdorf und Enzersfeld zu schließen. 
Verschiedene Flurnamen wie oberes, mittleres und unteres Feld erinnern noch heute an die Zeit der Dreifelderwirtschaft.

### Zweiter Weltkrieg
In den letzten Tagen des Zweiten Weltkriegs war Putzing Schauplatz von Kriegsverbrechen. Darüber befindet sich im Archiv des Heeresgeschichtlichen Museums ein ausführlicher Bericht. Demnach flohen die Einwohner bereits mehrere Tage vor Eintreffen der Roten Armee in die Weinkeller. Putzing wurde durch mehrere kleinere Einheiten der Wehrmacht und der Waffen-SS zur Verteidigung eingerichtet. Angesichts der offensichtlichen Übermacht der Sowjets wurde der Ort jedoch kampflos geräumt. Am 13. April 1945 marschierten sowjetische Soldaten in Putzing ein, die Bewohner schenkten den Gerüchten um die Grausamkeiten der Roten Armee zunächst keinen Glauben und wollten die sowjetischen Soldaten mit „Wein und gutem Essen“ als „Befreier“ willkommen heißen. „Sie wurden bitter enttäuscht. Die Soldaten stürzten sich wie wilde Tiere auf die in den Kellern lagernden Weinmengen und dann im berauschtem Zustande auf Frauen und Mädchen in geradezu viehischer Weise. Die Männer wurden mit Kolbenschlägen aus den Kellern gejagt und waren nicht imstande, die Frauen zu schützen. Dabei scheuten diese Unmenschen auch nicht vor alten Frauen und stärkeren Kindern zurück.“ Die Tortur durch sowjetische Soldaten dürfte tagelang angehalten haben, so heißt es in dem Bericht weiter: „Der 1. Mai war ein großer Feiertag [...], in dieser Nacht ging es besonders wüst zu.“ Zwei Männer, die ihre Frauen schützen wollten, wurden erschossen, ein weiterer Mann und eine Frau angeschossen.

### Einwohnerentwicklung
Nach dem Ergebnis der Volkszählung 1934 gab es 335 Einwohner. Heute sind es etwa 500 Einwohner.

## Institutionen
Im Ort gibt es eine Freiwillige Feuerwehr Putzing, den Dorferneuerungsverein Putzing und es besteht eine gesundheitspsychologische Ordination. Außerdem gibt es eine Filialkirche der Pfarre Großebersdorf.